# Rama (bóg)

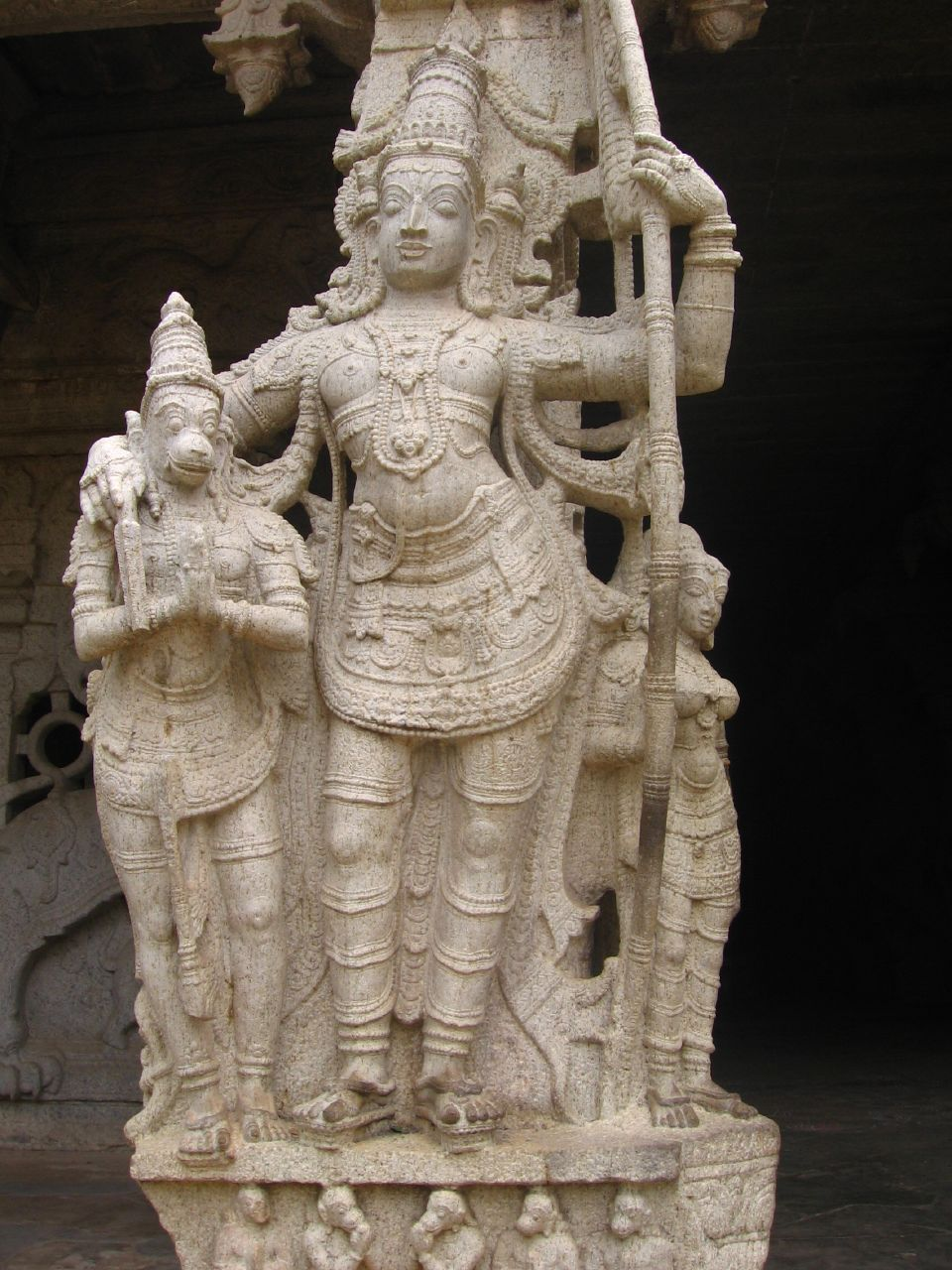
Rama z Hanumanem

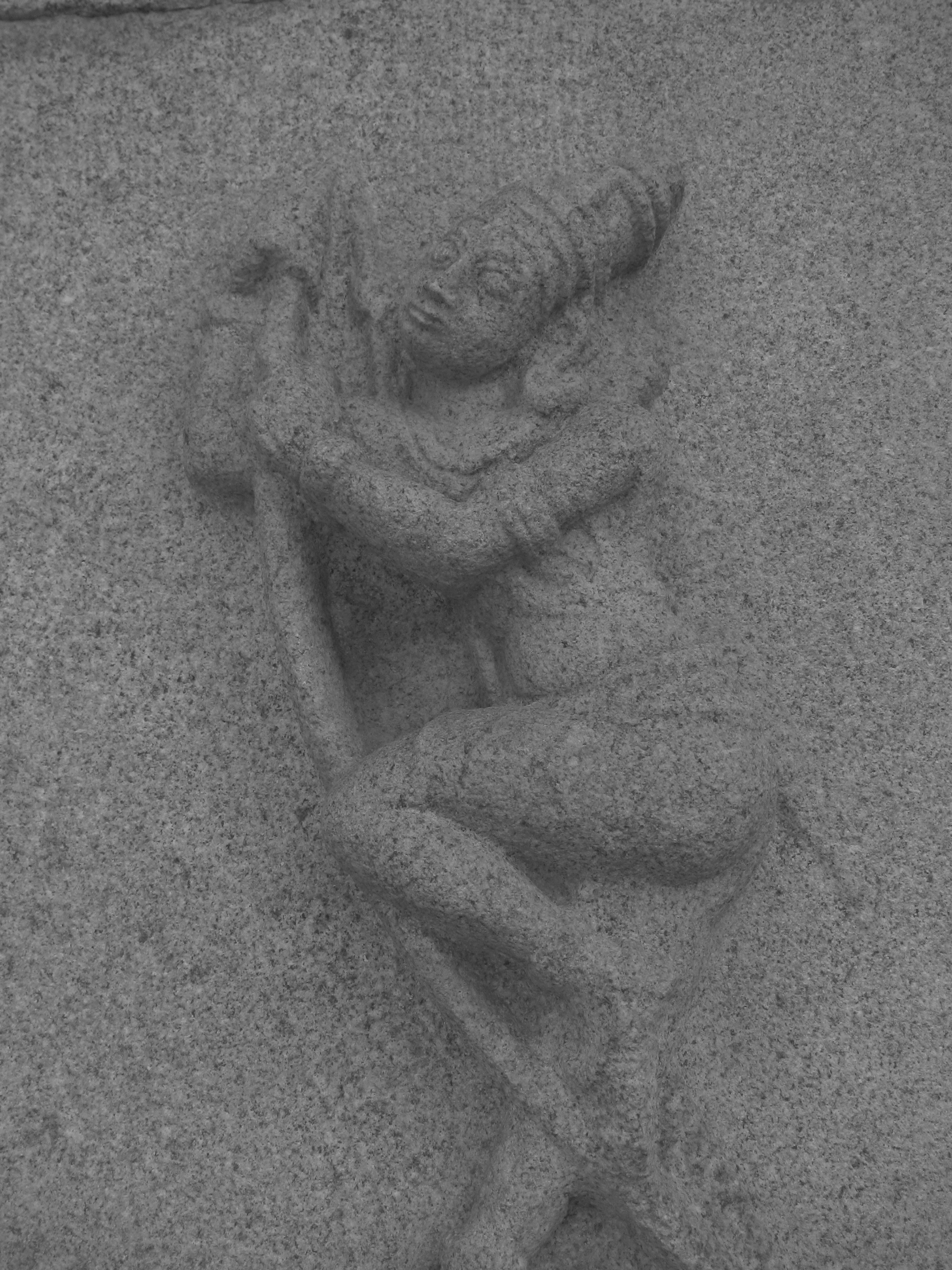
Rama łamiący łuk Śiwy

Rama (dewanagari राम, tamil. இராமர்), Ramaćandra – w hinduizmie jedno z wcieleń boga Wisznu. Rama bywa postrzegany jako Bóg Najwyższy.

## Rodzina i postacie powiązane
- Rama pojawił się w miesiącu ćajtra, dziewiątego dnia przybywającego księżyca w tretajudze. Przyjął synostwo swojego czystego bhakty Maharadży Daśarathy, króla Ajodhji.

Inkarnował razem ze swoimi współemanacjami, i wszyscy z nich pojawili się jako jego młodsi bracia. 
- Jego nieodłącznymi towarzyszami są: żona Sita, brat Lakszmana oraz Hanuman.

## Ikonografia
Przedstawiany jako młody mężczyzna o niebieskiej karnacji, w książęcym stroju. Najważniejszym atrybutem jest ogromny łuk Śiwy. Często występuje w towarzystwie swego brata Lakszmana lub pomagającego mu wodza małp Hanumana.

## Recepcja w literaturze religijnej

### Eposy
Ramaćandra to książę, cnotliwy członek rodziny, wzór postępowania. Jego dzieje opisane są w eposie Ramajana. Narodził się specjalnie po to by zabić demona Rawanę, walczył z demonami przez 14 lat.

## Kult

### Święta
- Ramanawami – upamiętnia narodziny Ramy

### Święte miejsca
Świątynie dedykowane Ramie:
- Świątynia Radźiwaloćany w Radźim, po odnowieniu w 1145 roku poświęcona Ramie[3]
- Ram Janmabhoomi

### Praktyki poświęcone Ramie
- Uznawana za najważniejszą z  mantr ramaickich jest fraza:  rām' rāmāya namaḥ [4].
- Imię Rama występuje też w mahamantrze krysznaizmu.